# Ravenia biramosa
Espèce
Synonymes
- Ravenia biramosa var. biramosa[1]

Ravenia biramosa est une espèce de plantes de la famille des Rutaceae.

## Liste des variétés
Selon Catalogue of Life (11 avril 2019) :
- variété Ravenia biramosa var. peruviana

Selon Tropicos (11 avril 2019) (Attention liste brute contenant possiblement des synonymes) :
- variété Ravenia biramosa var. biramosa
- variété Ravenia biramosa var. peruviana J.F. Macbr.

## Publication originale
- Archivos do Instituto Biologico (Sao Paulo) 2: 48. 1935.